# Leichtathletik-Jugendweltmeisterschaften 2005
Die 4. Leichtathletik-Jugendweltmeisterschaften fanden vom 13. bis 17. Juli 2005 in der marokkanischen Stadt Marrakesch im dortigen Sidi Youssef Ben-Ali Stadion statt.
Es war die bis dato größte Jugendweltmeisterschaft mit fast 1400 Athleten aus 179 Ländern.
Der Deutsche Leichtathletik-Verband (DLV) hatte 16 Jungen und 13 Mädchen zu den Wettkämpfen geschickt.

## Jungen

### 100 m
| Platz | Athlet                 | Land | Zeit (s) |
| ----- | ---------------------- | ---- | -------- |
| 1     | Harry Aikines-Aryeetey | GBR  | 10,35 PB |
| 2     | Alexander Nelson       | GBR  | 10,36    |
| 3     | Keston Bledman         | TTO  | 10,55    |
| 4     | Takafumi Kumamoto      | JPN  | 10,60    |
| 5     | Dax Danns              | GUY  | 10,63    |
| 6     | Daiki Gotō             | JPN  | 10,64    |
| 7     | Yohan Blake            | JAM  | 10,65    |
| 8     | Devin Mays             | USA  | 10,74    |

### 200 m
| Platz | Athlet                 | Land | Zeit (s) |
| ----- | ---------------------- | ---- | -------- |
| 1     | Harry Aikines-Aryeetey | GBR  | 20,91    |
| 2     | Jorge Valcárcel        | CUB  | 21,08 PB |
| 3     | Matteo Galvan          | ITA  | 21,14 PB |
| 4     | Dax Danns              | GUY  | 21,21 PB |
| 5     | Cawayne Jervis         | JAM  | 21,21 PB |
| 6     | Mohammed Ali al-Bishi  | KSA  | 21,25 PB |
| 7     | David Hernández        | ESP  | 21,51    |
| 8     | Kosuke Kurisaki        | JPN  | 21,54    |

### 400 m
| Platz | Athlet               | Land | Zeit (s) |
| ----- | -------------------- | ---- | -------- |
| 1     | Adam Mohamed al-Nour | SUD  | 46,56 PB |
| 2     | Julius Kirwa         | KEN  | 46,70 PB |
| 3     | Bryshon Nellum       | USA  | 46,81 PB |
| 4     | Zach Chandy          | USA  | 47,29    |
| 5     | Jonathan Borlée      | BEL  | 48,03    |
| 6     | Samuel Egadu         | UGA  | 48,20    |
| 7     | Tristan Garrett      | AUS  | 48,31    |
| 8     | Kervin Morgan        | TTO  | 48,41    |

### 800 m
| Platz | Athletin               | Land | Zeit (min) |
| ----- | ---------------------- | ---- | ---------- |
| 1     | Gilbert Kipkurui Keter | KEN  | 1:48,42 CR |
| 2     | Jackson Mumbwa Kivuva  | KEN  | 1:48,57 PB |
| 3     | Jan Masenamela         | RSA  | 1:49,73    |
| 4     | Shaka Ntsimako         | BOT  | 1:49,76 PB |
| 5     | Jamaal James           | TTO  | 1:50,31 PB |
| 6     | Robin Schembera        | GER  | 1:51,63    |
| 7     | Nadjim Manseur         | ALG  | 1:53,04    |
| 8     | Nick Toohey            | AUS  | 1:55,18    |

### 1500 m
| Platz | Athletin               | Land | Zeit (min) |
| ----- | ---------------------- | ---- | ---------- |
| 1     | Belal Mansoor Ali      | BHR  | 3:36,98 PB |
| 2     | Bader Khalil Bader     | BHR  | 3:43,70 PB |
| 3     | Abubaker Kaki          | SUD  | 3:45,06 PB |
| 4     | Leonard Kibet Kiplagat | KEN  | 3:47,21 PB |
| 5     | Dumisane Hlaselo       | RSA  | 3:48,23 PB |
| 6     | Jordan Chipangama      | ZAM  | 3:48,91 PB |
| 7     | Fouad el-Kaam          | MAR  | 3:52,85    |
| 8     | Justin Marpole-Bird    | CAN  | 3:54,55    |

### 3000 m
| Platz | Athletin                | Land | Zeit (min) |
| ----- | ----------------------- | ---- | ---------- |
| 1     | Abreham Cherkos         | ETH  | 8:00,90    |
| 2     | Ibrahim Jeilan          | ETH  | 8:04,21 PB |
| 3     | Saleh Marzooq Bakheet   | BHR  | 8:04,78    |
| 4     | Ishaq Abedeen Ishaq Isa | BHR  | 8:07,67 PB |
| 5     | Issak Sibhatu           | ERI  | 8:08,57    |
| 6     | Bernard Muinde Matheka  | KEN  | 8:10,42    |
| 7     | Nail El Dod             | SUD  | 8:11,23    |
| 8     | John Sompol Mnangat     | KEN  | 8:11,31    |

### 2000 m Hindernis
| Platz | Athletin                  | Land | Zeit (min) |
| ----- | ------------------------- | ---- | ---------- |
| 1     | Abel Kiprop Mutai         | KEN  | 5:24,69 PB |
| 2     | Bisluke Kipkorir Kiplagat | KEN  | 5:24,87 PB |
| 3     | Abdelghani Aït Bahmad     | MAR  | 5:26,52 PB |
| 4     | Nahom Mesfin              | ETH  | 5:29,51 PB |
| 5     | Osman Yahya               | SUD  | 5:40,26 PB |
| 6     | Atsuro Kikuchi            | JPN  | 5:42,13 PB |
| 7     | Jakub Holuša              | CZE  | 5:43,39 PB |
| 8     | Nabil Ouhaddi             | MAR  | 5:43,67 PB |

### 110 m Hürden
| Platz | Athlet                  | Land | Zeit (s) |
| ----- | ----------------------- | ---- | -------- |
| 1     | Cordera Jenkins         | USA  | 13,35 PB |
| 2     | Ryan Brathwaite         | BAR  | 13,44    |
| 3     | Gianni Frankis          | GBR  | 13,48 PB |
| 4     | Louw Smit               | RSA  | 13,65 PB |
| 5     | Ahmed al-Muwallad       | KSA  | 13,66    |
| 6     | Quentin Seigel          | GER  | 42,32    |
|       | Abdelrahman Idris Taher | EGY  | DSQ      |
|       | Emmanuel Biron          | FRA  | DNS      |

### 400 m Hürden
| Platz | Athletin           | Land | Zeit (s) |
| ----- | ------------------ | ---- | -------- |
| 1     | Mohammed Daak      | KSA  | 50,90 PB |
| 2     | David Klech        | USA  | 50,90 PB |
| 3     | Adel Jaber Asseri  | KSA  | 51,68    |
| 4     | Salih Dar          | SUD  | 52,04    |
| 5     | Timothy Grier      | USA  | 53,30    |
|       | Abdulagadir Idriss | SUD  | DSQ      |
|       | Wiekus Jonck       | RSA  | DSQ      |
|       | Romel Lewis        | JAM  | DNF      |

### Sprint-Staffel (100 m – 200 m – 300 m – 400 m)
| Platz         | Land                                                                     | Athletinnen                                                            | Zeit (min) |
| ------------- | ------------------------------------------------------------------------ | ---------------------------------------------------------------------- | ---------- |
| 1             | Vereinigte Staaten                                                       | Isaiah Green Devin Mays Zach Chandy Bryshon Nellum                     | 1:51,19    |
| 2             | Trinidad und Tobago                                                      | Kieron Anthony Keston Bledman Ade Alleyne-Forte Kervin Morgan          | 1:52,51    |
| 3             | Südafrika                                                                | Jeanre Rossouw Kagisho Kumbane Sabelo Bhodoza Willem de Beer           | 1:53,23    |
| 4             | Sudan                                                                    | Nagmeldin Salih Salih Dar El-Farzdag Abdelbashar Adam Mohamed al-Nour  | 1:53,71    |
| 5             | Puerto Rico                                                              | Gustavo de Jesús Luis López Victor Valentin Christian Santiago         | 1:54,26    |
| 6             | Chinesisch Taipeh                                                        | Liang Tse-ching Wang Ching-chun Chang Chi-sheng Liu Shih-hsien         | 1:54,59    |
|               | Russland                                                                 | Mikhail Idrisow Wladimir Schukow Wjatscheslaw Sakajew Ruslan Bayazitow | DSQ        |
| Saudi-Arabien | Hadi M. Hassan Mohammed Ali al-Bishi Ismail al-Sabiani Adel Jaber Asseri | DSQ                                                                    |            |

Der saudi-arabischen Staffel wurde die Bronzemedaille nachträglich wegen eines Dopingfalls im Team aberkannt.

### Hochsprung
| Platz | Athlet             | Land | Höhe (m) |
| ----- | ------------------ | ---- | -------- |
| 1     | Huang Haiqiang     | CHN  | 2,27 CR  |
| 2     | Oleksandr Nartow   | UKR  | 2,18     |
| 3     | Álex Soto          | ESP  | 2,18 PB  |
| 4     | Sylwester Bednarek | POL  | 2,18 PB  |
| 5     | Mikel Jiménez      | ESP  | 2,16 PB  |
| 6     | Kane Brigg         | AUS  | 2,16 PB  |
| 7     | Raúl Spank         | GER  | 2,11 PB  |
| 8     | Karim Samir Lotfy  | EGY  | 2,08 PB  |

### Stabhochsprung
| Platz | Athlet           | Land | Höhe (m) |
| ----- | ---------------- | ---- | -------- |
| 1     | Yang Yancheng    | CHN  | 5,25 CR  |
| 2     | Scott Roth       | USA  | 5,25 CR  |
| 3     | Albert Vélez     | ESP  | 5,20     |
| 4     | Łukasz Michalski | POL  | 5,15     |
| 5     | Jordan Scott     | USA  | 5,05     |
| 6     | Jan Kudlička     | CZE  | 5,05 PB  |
| 7     | Marvin Reitze    | GER  | 4,90     |
| 8     | Hiroki Sasase    | JPN  | 4,85     |

### Weitsprung
| Platz | Athlet                 | Land | Weite (m) |
| ----- | ---------------------- | ---- | --------- |
| 1     | Chris Noffke           | AUS  | 7,97      |
| 2     | Tiberiu Talnar         | ROU  | 7,53      |
| 3     | Cleiton Sabino         | BRA  | 7,49 PB   |
| 4     | Ryota Otsuka           | JPN  | 7,42      |
| 5     | Mohamed Yassine Chaieb | TUN  | 7,40      |
| 6     | Yeóryios Tsákonash     | GRE  | 7,33      |
| 7     | Yoichi Sakai           | JPN  | 7,31      |
| 8     | Dimítrios Theoháris    | GRE  | 7,27      |

### Dreisprung
| Platz | Athlet               | Land | Weite (m) |
| ----- | -------------------- | ---- | --------- |
| 1     | Héctor Dairo Fuentes | CUB  | 16,63 CR  |
| 2     | Ilja Efremow         | RUS  | 16,45 PB  |
| 3     | Zhiwko Petkow        | BUL  | 16,20     |
| 4     | Mohamed Yusuf Salman | BHR  | 16,18     |
| 5     | Şeref Osmanoğlu      | UKR  | 16,18 PB  |
| 6     | Stanislaw Ionow      | RUS  | 16,16     |
| 7     | Jiang Wei            | CHN  | 16,08 PB  |
| 8     | Yeóryios Tsákonas    | GRE  | 15,81 PB  |

### Kugelstoßen
| Platz | Athlet             | Land | Weite (m) |
| ----- | ------------------ | ---- | --------- |
| 1     | Jan Petrus Hoffman | RSA  | 20,99     |
| 2     | Ladislav Tulácek   | CZE  | 19,97     |
| 3     | Rosen Karamfilow   | BUL  | 19,86     |
| 4     | Nikola Kišanic     | CRO  | 19,42     |
| 5     | Pawel Shustsitski  | BLR  | 19,07 PB  |
| 6     | Anton Tikhomirow   | RUS  | 18,97     |
| 7     | Emanuele Fuamatu   | AUS  | 18,70     |
| 8     | Tumatai Dauphin    | PYF  | 18,69     |

### Diskuswurf
| Platz | Athlet                | Land | Weite (m) |
| ----- | --------------------- | ---- | --------- |
| 1     | Ali Shahrokhi         | AUS  | 61,07 PB  |
| 2     | Osmel Charlot         | CUB  | 60,17 PB  |
| 3     | António Vital e Silva | POR  | 59,30     |
| 4     | Vladislav Tulácek     | CZE  | 58,65 PB  |
| 5     | Savvas Arestis        | CYP  | 56,87 PB  |
| 6     | Yeóryios Trémos       | GRE  | 56,66 PB  |
| 7     | Nikola Kišanic        | CRO  | 55,83 PB  |
| 8     | Pawel Shustsitski     | BLR  | 54,85     |

### Hammerwurf
| Platz | Athlet                 | Land | Weite (m) |
| ----- | ---------------------- | ---- | --------- |
| 1     | Sándor Pálhegyi        | HUN  | 81,89 CR  |
| 2     | Artem Vynnyk           | UKR  | 77,88     |
| 3     | Alexander Smith        | GBR  | 73,77     |
| 4     | Adrian Pop             | ROU  | 73,16 PB  |
| 5     | Samuli Heinänen        | FIN  | 73,00 PB  |
| 6     | Dimítrios Filladitákis | GRE  | 72,44     |
| 7     | Arno Laitinen          | FIN  | 71,29     |
| 8     | Walter Henning         | USA  | 70,91 PB  |

### Speerwurf
| Platz | Athlet                   | Land | Weite (m) |
| ----- | ------------------------ | ---- | --------- |
| 1     | Noël Meyer               | RSA  | 80,52     |
| 2     | Roman Awramenko          | UKR  | 79,22 PB  |
| 3     | Víctor Fatecha           | PAR  | 77,21 PB  |
| 4     | Wang Qingbo              | CHN  | 76,33 PB  |
| 5     | Leonardo Gottardo        | ITA  | 74,80 PB  |
| 6     | Khamis Ghabish al-Qatiti | OMA  | 73,81 PB  |
| 7     | Matthias Treff           | GER  | 73,27     |
| 8     | Mikael Sundler           | SWE  | 72,46     |

### Achtkampf
| Platz | Athletin            | Land | Punkte   |
| ----- | ------------------- | ---- | -------- |
| 1     | Yordani García      | CUB  | 6482 WBP |
| 2     | Matthias Prey       | GER  | 6282 PB  |
| 3     | Cleiton Sabino      | BRA  | 6218 PB  |
| 4     | Saad Fahad Al-Bishi | KSA  | 6211 PB  |
| 5     | Jan Felix Knobel    | GER  | 6169 PB  |
| 6     | Rok Deržanic        | SLO  | 5984 PB  |
| 7     | Lewis Robson        | GBR  | 5930 PB  |
| 8     | Lars Vikan Rise     | NOR  | 5927 PB  |

## Mädchen

### 100 m
| Platz | Athletin           | Land | Zeit (s) |
| ----- | ------------------ | ---- | -------- |
| 1     | Bianca Knight      | USA  | 11,38    |
| 2     | Ebony Collins      | USA  | 11,44 PB |
| 3     | Schillonie Calvert | JAM  | 11,44    |
| 4     | Franciela Krasucki | BRA  | 10,45    |
| 5     | Anika Jno-Baptiste | ATG  | 11,54    |
| 6     | Lucille Sargent    | GBR  | 11,65 PB |
| 7     | Éloyse Lesueur     | FRA  | 11,69    |
|       | Yomara Hinestroza  | COL  | DSQ      |

### 200 m
| Platz | Athletin         | Land | Zeit (s) |
| ----- | ---------------- | ---- | -------- |
| 1     | Aymeé Martínez   | CUB  | 22,99 CR |
| 2     | Bianca Knight    | USA  | 23,33    |
| 3     | LaToya King      | JAM  | 23,57 PB |
| 4     | Khrystal Carter  | USA  | 23,61 PB |
| 5     | Vanda Gomes      | BRA  | 23,73    |
| 6     | Marika Popowiczm | POL  | 23,93    |
| 7     | Josiane Valentim | BRA  | 24,26    |
| 8     | Olivia Tauro     | AUS  | 24,38    |

### 400 m
| Platz | Athletin               | Land | Zeit (s) |
| ----- | ---------------------- | ---- | -------- |
| 1     | Nawal El Jack          | SUD  | 51,19 CR |
| 2     | Danijela Grgić         | CRO  | 51,30 PB |
| 3     | Aymeé Martínez         | CUB  | 52,04 PB |
| 4     | Brandi Cross           | USA  | 53,34    |
| 5     | Olha Myhaylychenko     | UKR  | 53,66 PB |
| 6     | Maria Alejandra Idrobo | COL  | 54,58    |
| 7     | Bobby-Gaye Wilkins     | JAM  | 54,72    |
| 8     | Anna Werkschowskaya    | RUS  | 54,75    |

### 800 m
| Platz | Athletin                 | Land | Zeit (min) |
| ----- | ------------------------ | ---- | ---------- |
| 1     | Flavious Teresa Kwamboka | KEN  | 2:07,42    |
| 2     | Winny Chebet             | KEN  | 2:08,15    |
| 3     | Katherine Katsanevakis   | AUS  | 2:08,35    |
| 4     | Halima Hachlaf           | MAR  | 2:08,61    |
| 5     | Emma Jackson             | GBR  | 2:09,17    |
| 6     | Carolyn Plateau          | GBR  | 2:09,19    |
| 7     | Angela Wagner            | RSA  | 2:09,29    |
| 8     | Sabrina Buchrucker       | GER  | 2:09,93    |

### 1500 m
| Platz | Athletin          | Land | Zeit (min) |
| ----- | ----------------- | ---- | ---------- |
| 1     | Sheila Chepkirui  | KEN  | 4:12,29 CR |
| 2     | Yuriko Kobayashi  | JPN  | 4:13,96 PB |
| 3     | Bizunesh Urgesa   | ETH  | 4:19,34 PB |
| 4     | Maya Iino         | JPN  | 4:23,06 PB |
| 5     | Amina Bakhit      | SUD  | 4:23,13 PB |
| 6     | Cristina Vasiloiu | ROU  | 4:26,66    |
| 7     | Heidi See         | AUS  | 4:30,55    |
| 8     | Abadia Belmiloud  | ALG  | 4:31,70    |

### 3000 m
| Platz | Athletin                    | Land | Zeit (min) |
| ----- | --------------------------- | ---- | ---------- |
| 1     | Veronica Nyaruai            | KEN  | 9:01,61 CR |
| 2     | Pauline Chemning Korikwiang | KEN  | 9:05,42    |
| 3     | Hitomi Niiya                | JPN  | 9:10,34 PB |
| 4     | Rina Yamazaki               | JPN  | 9:18,78 PB |
| 5     | Sian Edwards                | GBR  | 9:19,51 PB |
| 6     | Daniela Fetcere             | LAT  | 9:33,12    |
| 7     | Maren Kock                  | GER  | 9:33,29 PB |
| 8     | Christina Kröckert          | GER  | 9:33,82    |

### 5000 m Bahngehen
| Platz | Athletin          | Land | Zeit (min)  |
| ----- | ----------------- | ---- | ----------- |
| 1     | Tatjana Kalmykowa | RUS  | 22:14,47 CR |
| 2     | Elmira Alembekowa | RUS  | 22:27,17    |
| 3     | Chai Xue          | CHN  | 22:34,38 PB |
| 4     | Wolha Masuronak   | BLR  | 22:52,06    |
| 5     | Seasbyeol Weon    | KOR  | 23:46,92 SB |
| 6     | Sabrina Trevisan  | ITA  | 24:06,61 SB |
| 7     | Catarina Godinho  | POR  | 24:14,08 PB |
| 8     | Lorena Castrillo  | ESP  | 24:21,74    |

### 100 m Hürden
| Platz | Athletin           | Land | Zeit (s) |
| ----- | ------------------ | ---- | -------- |
| 1     | April Williams     | USA  | 13,23    |
| 2     | Natasha Ruddock    | JAM  | 13,38    |
| 3     | Theresa Lewis      | USA  | 13,39    |
| 4     | Emilia Rundqvist   | SWE  | 13,51 PB |
| 5     | Arna Erega         | CRO  | 13,52 PB |
| 6     | Shermaine Williams | JAM  | 13,69    |
| 7     | Jessica Gulli      | AUS  | 13,85    |
| 8     | Charlotte Yeates   | AUS  | 13,99    |

### 400 m Hürden
| Platz | Athletin            | Land | Zeit (s) |
| ----- | ------------------- | ---- | -------- |
| 1     | Ebony Collins       | USA  | 55,96 CR |
| 2     | Lauren Wells        | AUS  | 58,30    |
| 3     | Aya Miyahara        | JPN  | 59,62    |
| 4     | Yisel Regla Velazco | CUB  | 59,67    |
| 5     | Yekaterina Kuzmenko | RUS  | 60,29    |
| 6     | Ghofrane Mohamed    | SYR  | 61,39    |
| 7     | Frida Persson       | SWE  | 61,41    |
| 8     | Hayat Lambarki      | MAR  | 61,76    |

### Sprint-Staffel (100 m – 200 m – 300 m – 400 m)
| Platz | Land               | Athletinnen                                                                       | Zeit (min) |
| ----- | ------------------ | --------------------------------------------------------------------------------- | ---------- |
| 1     | Vereinigte Staaten | Khrystal Carter Ebony Collins Bianca Knight Brandi Cross                          | 2:03,93    |
| 2     | Australien         | Jess Gulli-Nance Olivia Tauro Megan Hill Jaimee-Lee Hoebergen-Starr               | 2:06,58    |
| 3     | Brasilien          | Tatiane Ferraz Vanda Gomes Franciela Krasucki Josiane Valentim                    | 2:06,60    |
| 4     | Polen              | Katarzyna Paluch Agnieszka Ceglarek Marika Popowicz-Drapała Tina Polak Matusinska | 2:09,05    |
| 5     | Russland           | Aleksandra Fedoriwa Irina Skwortsowa Anna Werkhowskaya Nadezda Sozontowa          | 2:09,42    |
| 6     | Japan              | Shiho Takagi Chisato Fukushima Aya Miyahara Ruriko Kubo                           | 2:10,66    |
| 7     | Rumänien           | Imola Albert Andreea Ograzeanu Andreea Ionescu Anamaria Ionita                    | 2:10,93    |
| 8     | Marokko            | Fadoua Adili Hajar Aït Assou Siham Noussail Hayat Lambarki                        | 2:12,85    |

### Hochsprung
| Platz | Athletin                    | Land | Höhe (m) |
| ----- | --------------------------- | ---- | -------- |
| 1     | Gu Biwei                    | CHN  | 1,87     |
| 2     | Sophia Begg                 | AUS  | 1,85     |
| 3     | Jekaterina Jewsejewa        | KAZ  | 1,85     |
| 4     | Urszula Domel-Gardzielewska | POL  | 1,82 PB  |
| 5     | Erika Wiklund               | SWE  | 1,82 SB  |
| 6     | Charis O'Connor             | GBR  | 1,79     |
| 7     | Vikki Hubbard               | GBR  | 1,79     |
| 8     | Jekaterina Bolschowa        | RUS  | 1,79     |

### Stabhochsprung
| Platz | Athletin           | Land | Höhe (m) |
| ----- | ------------------ | ---- | -------- |
| 1     | Katerina Stefanidi | GRE  | 4,30 CR  |
| 2     | Keisa Monterola    | VEN  | 4,30 CR  |
| 3     | Yu Shuo            | CHN  | 4,20 PB  |
| 4     | Vicky Parnov       | AUS  | 4,10     |
| 5     | Lisa Ryzih         | GER  | 4,05     |
| 6     | Minna Nikkanen     | FIN  | 4,00     |
| 7     | Christina Michel   | GER  | 3,90     |
| 8     | Tina Šutej         | SLO  | 3,90     |

### Weitsprung
| Platz | Athletin                      | Land | Weite (m) |
| ----- | ----------------------------- | ---- | --------- |
| 1     | Arantxa King                  | BER  | 6,39 PB   |
| 2     | Éloyse Lesueur                | FRA  | 6,28      |
| 3     | Cornelia Deiac                | ROU  | 6,25 PB   |
| 4     | Manuela Galtier               | FRA  | 6,21      |
| 5     | Carina Nastvogel              | GER  | 6,16      |
| 6     | Shara Proctor                 | AIA  | 6,13      |
| 7     | Kaire Leibak                  | EST  | 6,11      |
| 8     | Nastassja Mirontschyk-Iwanowa | BLR  | 6,08      |

### Dreisprung
| Platz | Athletin            | Land | Weite (m) |
| ----- | ------------------- | ---- | --------- |
| 1     | Sha Li              | CHN  | 13,81     |
| 2     | Kaire Leibak        | EST  | 13,74 PB  |
| 3     | Cristina Bujin      | ROU  | 13,23     |
| 4     | Haykanush Beklaryan | ARM  | 13,06     |
| 5     | Jin Jie             | CHN  | 12,99 SB  |
| 6     | Olga Timofejewa     | RUS  | 12,94     |
| 7     | Patrícia Mamona     | POR  | 12,87 PB  |
| 8     | Carmen Toma         | ROU  | 12,76     |

### Kugelstoßen
| Platz | Athletin        | Land | Weite (m) |
| ----- | --------------- | ---- | --------- |
| 1     | Simoné du Toit  | RSA  | 16,33     |
| 2     | Li Bo           | CHN  | 15,92 PB  |
| 3     | Dani Samuels    | AUS  | 15,53 PB  |
| 4     | Natalia Ducó    | CHI  | 14,44 PB  |
| 5     | Eden Francis    | GBR  | 14,20     |
| 6     | Kamorean Hayes  | USA  | 13,90     |
| 7     | Florentia Kappa | CYP  | 13,12     |
| 8     | Jenny Svoboda   | USA  | 13,05     |

### Diskuswurf
| Platz | Athletin          | Land | Weite (m) |
| ----- | ----------------- | ---- | --------- |
| 1     | Dani Samuels      | AUS  | 54,04     |
| 2     | Simoné du Toit    | RSA  | 52,10     |
| 3     | Kamorean Hayes    | USA  | 49,64 PB  |
| 4     | Amber Paige Newby | USA  | 47,25 PB  |
| 5     | Ionela Vartolomei | ROU  | 46,41     |
| 6     | Maryke Oberholzer | RSA  | 45,09 PB  |
| 7     | Sabina Banyté     | LTU  | 44,42 PB  |
| 8     | Dilek Esmer       | TUR  | 44,35     |

### Hammerwurf
| Platz | Athletin          | Land | Weite (m) |
| ----- | ----------------- | ---- | --------- |
| 1     | Bianca Perie      | ROU  | 62,27     |
| 2     | Anna Bulgakowa    | RUS  | 62,05     |
| 3     | Dóra Lévai        | HUN  | 58,80 PB  |
| 4     | Marynna de Jesús  | BRA  | 55,96 PB  |
| 5     | Tuğçe Şahutoğlu   | TUR  | 54,78     |
| 6     | Dorotea Habazin   | CRO  | 54,16     |
| 7     | Zalina Marghieva  | MDA  | 54,00     |
| 8     | Anna Ksenofontowa | RUS  | 51,62     |

### Speerwurf
| Platz | Athletin             | Land | Weite (m) |
| ----- | -------------------- | ---- | --------- |
| 1     | Zhang Li             | CHN  | 56,66     |
| 2     | Wera Jurjewna Rebrik | UKR  | 56,16     |
| 3     | Yanet Cruz           | CUB  | 51,66     |
| 4     | Ynthie Coetzee       | RSA  | 51,10     |
| 5     | Elizabeth Gleadle    | CAN  | 50,53 PB  |
| 6     | Urszula Jakimowicz   | POL  | 49,37     |
| 7     | Melina Suomela       | FIN  | 47,86     |
| 8     | Kim Kyung-ae         | KOR  | 46,66     |

### Siebenkampf
| Platz | Athletin           | Land | Punkte  |
| ----- | ------------------ | ---- | ------- |
| 1     | Tatjana Tschernowa | RUS  | 5875 CR |
| 2     | Jana Pantelejewa   | RUS  | 5611    |
| 3     | Diana Rach         | GER  | 5418 PB |
| 4     | Maiju Mattila      | FIN  | 5437 PB |
| 5     | Romy Gürbig        | GER  | 5406 PB |
| 6     | Laëtitia Denis     | FRA  | 5402 PB |
| 7     | Grit Šadeiko       | EST  | 5271 PB |
| 8     | Eliška Klučinová   | CZE  | 5249 PB |

## Abkürzungen
- WR = Weltrekord
- WU20R = U20-Weltrekord
- OR = olympischer Rekord
- YOR = olympischer Jugendrekord
- AR = Kontinentalrekord
- AU20R = U20-Kontinentalrekord
- NR = nationaler Rekord
- NU20R = nationaler U20-Rekord
- CR = Meisterschaftsrekord
- MR = Veranstaltungsrekord
- WB = Weltbestleistung
- WU20B = U20-Weltbestleistung
- WU18B = U18-Weltbestleistung
- AB = Kontinentalbestleistung
- AU20B = U20-Kontinentalbestleistung
- AU18B = U18-Kontinentalbestleistung
- NB = nationale Bestleistung
- NU20B = nationale U20-Bestleistung
- NU18B = nationale U18-Bestleistung
- PB = persönliche Bestleistung
- SB = persönliche Saisonbestleistung
- QB = Qualifikationsbestleistung
- WL = Weltjahresbestleistung
- WU20L = U20-Weltjahresbestleistung
- WU18L = U18-Weltjahresbestleistung
- DSQ = disqualifiziert (engl. Disqualified)
- DNS = Wettkampf nicht angetreten (engl. Did Not Start)
- DNF = Wettkampf nicht beendet (engl. Did Not Finish)

## Medaillenspiegel
| Medaillenspiegel(Endstand nach 39 Entscheidungen) | Medaillenspiegel(Endstand nach 39 Entscheidungen) | Medaillenspiegel(Endstand nach 39 Entscheidungen) | Medaillenspiegel(Endstand nach 39 Entscheidungen) | Medaillenspiegel(Endstand nach 39 Entscheidungen) | Medaillenspiegel(Endstand nach 39 Entscheidungen) |
| Platz                                             | Land                                              | Gold                                              | Silber                                            | Bronze                                            | Gesamt                                            |
| ------------------------------------------------- | ------------------------------------------------- | ------------------------------------------------- | ------------------------------------------------- | ------------------------------------------------- | ------------------------------------------------- |
| 01                                                | Vereinigte Staaten                                | 6                                                 | 4                                                 | 3                                                 | 13                                                |
| 02                                                | Kenia                                             | 5                                                 | 5                                                 | 0                                                 | 10                                                |
| 03                                                | Volksrepublik China                               | 5                                                 | 1                                                 | 2                                                 | 8                                                 |
| 04                                                | Russland                                          | 3                                                 | 5                                                 | 0                                                 | 8                                                 |
| 05                                                | Kuba                                              | 3                                                 | 2                                                 | 2                                                 | 7                                                 |
| 06                                                | Südafrika                                         | 3                                                 | 1                                                 | 1                                                 | 5                                                 |
| 07                                                | Australien                                        | 2                                                 | 3                                                 | 2                                                 | 7                                                 |
| 08                                                | Vereinigtes Königreich                            | 2                                                 | 1                                                 | 2                                                 | 5                                                 |
| 09                                                | Sudan                                             | 2                                                 | 0                                                 | 1                                                 | 3                                                 |
| 010                                               | Rumänien                                          | 1                                                 | 1                                                 | 2                                                 | 4                                                 |
| 11                                                | Äthiopien                                         | 1                                                 | 1                                                 | 1                                                 | 3                                                 |
| 11                                                | Bahrain                                           | 1                                                 | 1                                                 | 1                                                 | 3                                                 |
| 013                                               | Saudi-Arabien                                     | 1                                                 | 0                                                 | 2                                                 | 3                                                 |
| 014                                               | Ungarn                                            | 1                                                 | 0                                                 | 1                                                 | 2                                                 |
| 15                                                | Bermuda                                           | 1                                                 | 0                                                 | 0                                                 | 1                                                 |
| 15                                                | Griechenland                                      | 1                                                 | 0                                                 | 0                                                 | 1                                                 |
| 15                                                | Iran                                              | 1                                                 | 0                                                 | 0                                                 | 1                                                 |
| 018                                               | Ukraine                                           | 0                                                 | 4                                                 | 0                                                 | 4                                                 |
| 019                                               | Japan                                             | 0                                                 | 1                                                 | 3                                                 | 4                                                 |
| 020                                               | Jamaika                                           | 0                                                 | 1                                                 | 2                                                 | 3                                                 |
| 21                                                | Deutschland                                       | 0                                                 | 1                                                 | 1                                                 | 2                                                 |
| 21                                                | Trinidad und Tobago                               | 0                                                 | 1                                                 | 1                                                 | 2                                                 |
| 23                                                | Barbados                                          | 0                                                 | 1                                                 | 0                                                 | 1                                                 |
| 23                                                | Estland                                           | 0                                                 | 1                                                 | 0                                                 | 1                                                 |
| 23                                                | Frankreich                                        | 0                                                 | 1                                                 | 0                                                 | 1                                                 |
| 23                                                | Kroatien                                          | 0                                                 | 1                                                 | 0                                                 | 1                                                 |
| 23                                                | Tschechien                                        | 0                                                 | 1                                                 | 0                                                 | 1                                                 |
| 23                                                | Venezuela                                         | 0                                                 | 1                                                 | 0                                                 | 1                                                 |
| 029                                               | Brasilien                                         | 0                                                 | 0                                                 | 3                                                 | 3                                                 |
| 30                                                | Bulgarien                                         | 0                                                 | 0                                                 | 2                                                 | 2                                                 |
| 30                                                | Spanien                                           | 0                                                 | 0                                                 | 2                                                 | 2                                                 |
| 32                                                | Italien                                           | 0                                                 | 0                                                 | 1                                                 | 1                                                 |
| 32                                                | Kasachstan                                        | 0                                                 | 0                                                 | 1                                                 | 1                                                 |
| 32                                                | Marokko                                           | 0                                                 | 0                                                 | 1                                                 | 1                                                 |
| 32                                                | Paraguay                                          | 0                                                 | 0                                                 | 1                                                 | 1                                                 |
| 32                                                | Portugal                                          | 0                                                 | 0                                                 | 1                                                 | 1                                                 |
| Gesamt                                            | Gesamt                                            | 39                                                | 39                                                | 39                                                | 117                                               |